# Акулячий торнадо 2: Другий за рахунком
«Акулячий торнадо 2: Другий за рахунком» (англ. Sharknado 2: The Second One) — американський комедійний науково-фантастичний телефільм-катастрофа 2014 року, сиквел стрічки 2013 року «Акулячий торнадо» і другій епізод однойменної серії. Режисером, як попереднього, став Ентоні Ферранте, а актори Ян Зірінг та Тара Рід виконали ті ж ролі, що і в першій частині. Прем'єра фільму відбулася 30 липня 2014 року і була найпотужнішим прем'єрним фільмом на каналі Syfy.

## Сюжет
Фін Шепард та його колишня дружина Ейпріл Векслер їдуть в Нью-Йорк, щоб просувати книгу «Як пережити акуляче торнадо та інші неприродні катастрофи», в якій Ейпріл описала події в Лос-Анджелесі. Коли літак заходить на посадку через шторм, на нього нападають акули, що спричиняє втрату двигуна. Акули входять в літак, вбиваючи пасажирів та членів екіпажу, зокрема і обох пілотів. Поки Фін садить літак, в Ейпріл відриває руку при спробі застрелити акулу зі зброї повітряного маршала.
Сестра Фіна, Еллен Броуді, з сім'єю відвідує Нью-Йорк. Її чоловік, Мартін, друг дитинства Фіна, відводить їхнього сина Вона на гру «Метса» на Сіті-Філд разом із друзями Мартіна та Фіна, Скай та Браяном. Еллен відводить їхню дочку Мору до Статуї Свободи, де вона зустрічається зі своїми друзями Поллі та Кріссі, які розповідають їй про недавню появу Фіна.
В аеропорту Фін намагається попередити натовп про бурю, яка насувається, тільки ніхто не сприймає його серйозно. Після від'їзду Ейпріл в лікарню для операції, Фін тепер може зв'язатися з Еллен і радить їй якомога швидше дістатися до готелю Bales Tower у Манхеттені. Він погоджується забрати Мартіна і Вона з матчу, найнявши таксі. На Сіті-Філд Скай здивувала Фіна поцілунком, але чоловік пояснює, що він знову разом з Ейпріл. Гру скасовують через шторм. Акули починають падати з неба і вбивати людей, Фін і його група майструють зброю для боротьби з ними та вирушають в метро.
На поромі до Манхеттена акула вбиває Кріссі. Решта, троє жінки, тікає від голови Статуї Свободи, яка відвалилась. Тим часом тунелі метро затоплюються водою з акулами, які вбивають Браяна. Бен, який передбачив втечу Фіна, забирає його та інших для пошуку зброї та предметів, щоб зробити вибухівку. Коли таксі потрапляє у повінь, Фін розгойдує мотузку, щоб Скай, Вон та Мартін потрапили в безпечне місце. Мотузка падає і Бен розбивається, Фін використовує акул як східці, щоб дістатися до інших.
Над готелем два акулячих торнадо перетворюються на потужнішу бурю. Фін і Скай видираються на дах, щоб спробувати розбомбити акул. Поллі була розплющена китовою акулою, Еллен та Мора дістаються готелю та возз'єднуються з Мартіном та Воном. Через низьку температуру торнадо бомби не діють, тому Фін і Скай повертаються всередину. Вони зустрічають родину Броуді, які тікали вгору, оскільки нижні поверхи заповнені акулами. Вони вибивають двері та покидають будівлю.
Ейпріл тікає з лікарні на пожежній машині, щоб зустріти Фіна та інших. Біля «Емпайр-Стейт-Білдінг» третій торнадо має об'єднатися з двома іншими. Щоб зупинити бурю Фін планує підірвати бак з фреоном нагорі хмарочоса, з'єднавши його з блискавичником. Він згуртовує натовп ньюйоркців, зокрема й мера з його робочою групою для боротьби з акулами. Виконавши заплановане, Фіна рятує Ейпріл за допомогою круглої пилки від акули, яка падала. Скай жертвує собою, щоб допомогти під'єднати кабелі; вибух фреону кидає Скай у повітря, де акули розривають її. Перебуваючи в урагані, Фін хапається за велику білу акулу, використовуючи ланцюги, врешті-решт, вдаряючи її на антену будівлі. Він возз'єднується з Ейпріл і знаходить її втрачену руку в одній з акул. Потім він бере обручку з відірваної руки та робить пропозицію одружитися знову, на яку жінка погоджується.

## У ролях
| Актор            | Роль           |
| ---------------- | -------------- |
| Ян Зірінг        | Фін Шепард     |
| Тара Рід         | Ейпріл Векслер |
| Вівіка А. Фокс   | Скай           |
| Марк Мак-Грат    | Мартін Броуді  |
| Карі Вюрер       | Еллен          |
| Джадд Гірш       | Бен            |
| Кортні Бакстер   | Мора Броуді    |
| Данте Палмінтері | Вон Броуді     |

## Сприйняття

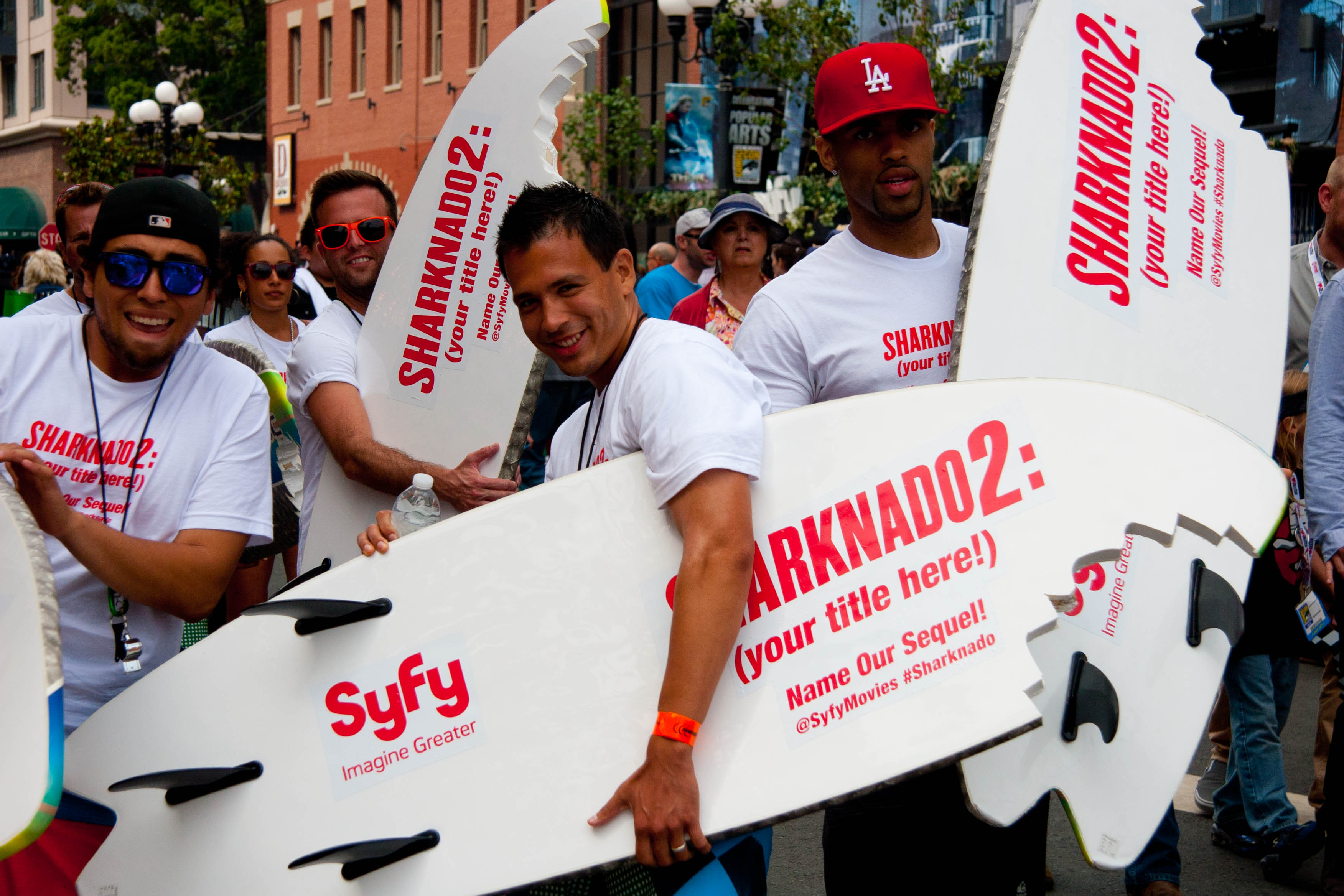
Промоутери «Акулячого торнадо» на San Diego Comic Con International у 2013 році

На вебсайті Rotten Tomatoes рейтинг фільму становить 61 % на основі 28 відгуків критиків; консенсус говорить: «Фактор трешовості для „Акулячого торнадо 2: Другий за рахунком“ не такий розважальний, як для попередника, хоча шанувальники цього бренду, ймовірно, будуть насолоджуватися ним». На Metacritic фільм має рейтинг 50 з 100 на основі 17 відгуків, що вказує на «змішані чи середні відгуки».
Браян Лоурі з «Variety» зауважив, що CGI-акули виглядають жахливо. Ніл Гензлінгер з «Нью-Йорк таймс» заявив, що це здається ніщо інше як дурна розвага. Верн Гей з «Newsday» сказав, що фільм не сприймається так серйозно, як оригінал. Він також зазначив, що фільм не такий хороший, як перший.
Дон Каплан з «Нью-Йорк Дейлі Ньюз» заявив, що фільм був «дещо кращим, легшим для перегляду, ніж його попередник». Керолайн Фрамке на The A.V. Club дала фільму «A», заявивши, що «заяложене продовження має нульовий бізнес, хоча це дуже смішне».

## Трансляція
Сиквел вийшов в ефір 30 липня 2014 року на SyFy. У Великій Британії, Австралії та інших країнах його транслювали лише через кілька хвилин після прем'єри в США, більшість на відповідному каналі SyFy країни. Після виходу в ефір фільм переглянули 3,9 мільйона глядачів, причому 1,6 мільйона це глядачі віком 18–49 років.
Fathom Events випустила фільм 21 серпня 2014 року на одну ніч у кінотеатрах на всій території США.

## Супутні товари
Було випущено два супутніх товари одночасно з виходом «Акулячого торнадо 2». Комп'ютерну гру «Sharknado: The Video Game» у жанрі «endless runner» випустили 20 липня 2014 року. Вона отримала переважно негативні відгуки. Комедійний посібник з виживання під назвою «Як пережити акулячий торнадо та інші неприродні катастрофи» (книгу, яку персонаж Тари Рід просував у фільмі) вийшов через Three Rivers Press 8 липня 2014 року.

## Продовження
У липні 2014 року SyFy оголосив про знімання третьої частини франшизи з прем'єрою 22 липня 2015 року, яка відбулася у Вашингтоні, Колумбія та Орландо, Флорида.
Archie Comics також випустив історію про Арчі Ендрюса, що зіткнувся з акулячим торнадо, що веде до третього фільму.
Його показали в обіцяну дату слідом за телефільмом «Лавалантула», прем'єра якого відбулась 25 липня 2015 року, в суботу після прем'єри «Акулячого торнадо 3» в середу. У «Лавалантулі» в епізодичній ролі з'явився герой з «Акулячого торнадо» у білій футболці з малюнком схрещених бензопил. Це вказує на те, що події відбувається в спільному кінематографічному всесвіті. Оскільки герой каже, що у нього «проблеми з акулами прямо зараз», це може свідчити про те, що події у «Лавалантулі» відбуваються безпосередньо перед або одночасно з «Акулячим торнадо 3».
Випуск «Акулячого торнадо 4» був підтверджений після прем'єри третьої частини.
Випуск «Акулячого торнадо 5» був підтверджений у жовтні 2016 року і випущений 6 серпня 2017 року.
Випуск «Акулячого торнадо 6» був підтверджений в лютому 2018 року після прем'єри попередньої частини.